# Adoretus ranunculus
Adoretus ranunculus är en skalbaggsart som beskrevs av Hermann Burmeister 1844. Adoretus ranunculus ingår i släktet Adoretus och familjen Rutelidae. Inga underarter finns listade i Catalogue of Life.